# Éditions du Perron
Pour les articles homonymes, voir Perron.
Les éditions du Perron sont une maison d'édition belge fondée en 1982 et spécialisée dans les beaux livres sur les thèmes de l'histoire et du patrimoine, en particulier liégeois, l’urbanisme, le tourisme, l’histoire industrielle et la nature.
En liquidation en 2017, elles ont été rachetées par l'entrepreneur liégeois Laurent Minguet, créateur en 2016 de Now Future Editions.